# ΜClinux
mClinux – system operacyjny przeznaczony dla mikrokontrolerów (ang. MicroController Linux). Jest odmianą systemu operacyjnego Linux dla mikrokontrolerów bez jednostki zarządzania pamięcią tzw. MMU. Został zintegrowany z główną linią rozwoju od wersji 2.5.46.

## Wstęp
μClinux został stworzony w 1998 przez Jeffa Dionne oraz Kennetha Albanowskiego. Na początku powstała wersja tylko dla mikrokontrolera Motorola DragonBall, głównie dla wersji 68328 z jądrem Linux 2.0.33. Po wypuszczeniu pierwszych wersji programu, społeczność programistów szybko zaadaptowała wersje dla innych architektur mikrokontrolerów. W lutym 1999 roku dodano wersje dla Motorola MCF5206 oraz MCF5307 ColdFire. Później powstały także udane porty dla FPGA, MC68360, ARM, H8, S3C4510, S3C4530 i wiele innych.
Pomimo tego, że początkowo powstały wersje oparte na jądrze 2.0, to obecnie można znaleźć μClinux oparty na jądrze w wersji 2.4 lub 2.6. Nigdy nie było μClinux z jądrem w wersji 2.2. Od wersji jądra 2.5.46, główne części μClinux zostały zintegrowane z główną linią rozwoju Linuksa dla wielu różnych architektur.
Projekt jest wciąż rozwijany poprzez kolejne łaty oraz rozwój narzędzi wspomagających używanie Linuksa na mikrokontrolerach. System operacyjny μClinux jest używany w wielu urządzeniach: rutery sieciowe, kamery CCTV, odtwarzacze DVD, odtwarzacze MP3, VoIP, skanery, czytniki kart i wiele innych.

## Wspierane architektury
- Altera NIOS
- Analog Devices Blackfin
- ARM
- EXTRAX
- Freescale M68k (włączając w to Motorola DragonBall), ColdFire, PowerQUICC
- Fujitsu FR-V
- Hitachi H8
- Intel i960
- Intel i386
- MIPS
- NEC V850E
- Xilinx MicroBlaze
- DEC Alpha
- PowerPC

## Rozwijanie projektu
Jakość wsparcia projektów jest różna, niektóre porty nie są już więcej rozwijane. Wsparcie portu ARM jest obecnie przenoszone, główne wsparcie jest dla wersji jądra 2.6. Port dla Microblaze robi starania by zostać włączonym w główną linię rozwoju jądra Linuksa. Cały system operacyjny jest w całości pod licencją GPL.
Jednakże, dokładnie mówiąc μClinux jest tylko jądrem systemu operacyjnego. Projekt μClinux wprowadził także standardową bibliotekę uClibc (rozwijaną osobno przez Erika Andersena) oraz „obszar użytkownika”, który może być użyty jako kompletny system operacyjny dla systemów dedykowanych nazywany „μClinux-dist”.
Pakiet oprogramowania „μClinux-dist” zawiera biblioteki, aplikacje oraz narzędzia. Może zostać skonfigurowany oraz skompilowany jako jądro z systemem plików. Po raz pierwszy wypuszczone przez Grega Ingerera w 1999 jako pakiet μClinux-coldfire. W ciągu kolejnych lat powstało wiele portów dla kolejnych architektur, a w chwili obecnej można zbudować μClinux nawet dla standardowych architektur takich jak x86.
Narzędzia w obszarze użytkownika „μClinux-dist” zawierają mały Serwer WWW, czy też dedykowaną powłokę sh. Posiada także inne dobrze znane wolne oprogramowanie jak np. Samba czy FreeS/WAN.

## Przykładowe wykorzystanie μClinux
- iPodLinux używa μClinux jako swojego jądra
- Juice Box
- Nintendo DS Linux
- DSLinux
- Port PlayStation, Runix
- PlayStation Portable
- Picotux